# The High Level Ranters
The High Level Ranters is een folkband uit Newcastle, Engeland. De streek van herkomst staat ook bekend als Northumberland. Zij spelen al dertig jaar traditionele muziek en worden gerekend bij de belangrijke groepen van de folk revival. Zij waren jarenlang de enige groep die in hun muziek gebruikmaakte van de Northumbrian smallpipes en zij lieten de muziek horen die in het Noordoosten van Engeland gebruikelijk was en is.
De naam van de band is gekozen uit een combinatie van de locatie van de Bridge Folk Club en het noordeinde van de High Level Bridge in Newcastle, en de naam Cheviot Rangers, een bekende Northumberland dance band die in de Alnwick streek speelde van rond 1953 tot 1996.
De leden van de band waren bij oprichting in 1968 tot 1979:
- Alastair Anderson - Northumbrian smallpipes, concertina
- Tommy Gifellon - gitaar
- Johnny Handle - accordeon, Northumbrian smallpipes
- Colin Ross - viool, Northumbrian smallpipes

De muzikanten zijn vanaf 1980 tot nu:
- Jim Hall
- Johnny Handle
- Colin Ross

## Discografie
- Northumberland for Ever - (Topic 12TS186), 1968
- The Lads of Northumbria - (Trailer LER 2007), 1969
- Keep Your Feet Still Geordie Hinnie - (Trailer LER 2020), 1970
- The Bonny Pit Laddie - (Topic 2-12TS271/2), 1970
- High Level - (Trailer LER 2030), 1971
- A Mile to Ride - (Trailer LER 2037), 1973
- Ranting Lads - (Topic 12TS388), 1976
- English Sporting Ballads - (Broadside BRO 128), 1976 (with Martyn Wyndham-Read)
- Melodeon Greats 7/1978
- Four in a Bar - (Topic 12TS445), 1979
- The New High Level Ranters - (Topic 12TS425), 1982
- Border Spirit - (Topic 12TS434), 1983
- Gateshead Revisited - (Common Ground CGR 005), 1987

Alistair Anderson:
- Play English Cocertina - 1972
- The Concertina Workshop - 1974
- Corby Crag 5/1978  Topic
- Dookin' For Apples 11/1979  Topic
- Steel Skies 17.09.1982 Topic
- Alastair Anderson and The Lindsays on Cheviot Hills - 1999
- The Crooked Road (compilatie-album) - 1999
- Music of  O'Carolan (compilatie-album)
- Along the Coaly Tyne (compilatie-album)
- Musical History of the Concertina (4 compilatie-albums)

Johnny Handle:
- The Collier Lad 11/1975  Topic

Tom Gilfellon:
- In The Middle Of The Tune 5/1976  Topic

Colin Ross:
- Cut And Dry Dolly